# Xenicotela bimaculata
Xenicotela bimaculata là một loài bọ cánh cứng trong họ Cerambycidae.